# Andrei Zanca
Andrei Zanca (pseudonimul literar al lui Andrei Csaba Sofalvi, n. 13 septembrie 1952, Sighișoara – d. 1 iunie 2022, Heilbronn, Germania) a fost un poet și traducător român, membru al Uniunii Scriitorilor din România, traducător din 8 limbi, apreciat în țară și străinătate, care a trăit o parte a vieții (după emigrarea din 1992) în Heilbronn, Germania.
A debutat în 1978 în revista Echinox.